# Koreaanse yen

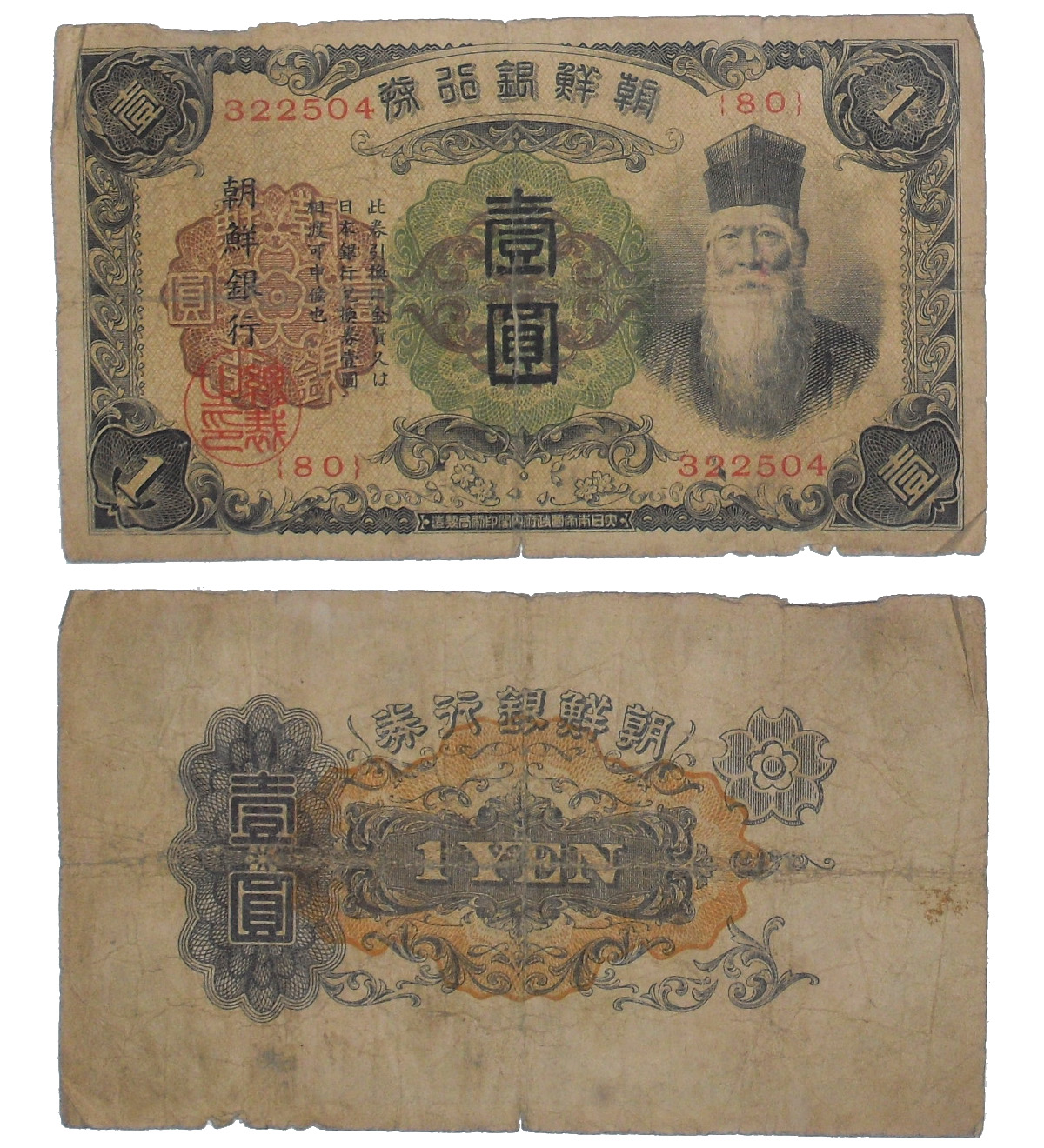
Een bankbiljet van 1 yen uit 1932.

De Koreaanse yen (Hangul: 엔 ; Hanja: 圓) was de munteenheid van Korea tussen 1910 en 1945. Het was gelijk aan de Japanse yen en bestond uit Japanse munten en bankbiljetten speciaal gemaakt voor Korea tijdens de Japanse bezetting. De yen was onderverdeeld in 100 sen. Het verving de Koreaanse won één op één en werd vervangen door de Zuid-Koreaanse won op gelijke voet.

## Bankbiljetten
Tussen 1902 en 1910 werden de bankbiljetten van de Koreaanse yen uitgegeven door de Dai-Ichi Kangyo Bank (Eerste nationale bank van Japan, 株式會社第一銀行, Kabushiki Gaisha Daiichi Ginkō). De denominaties van de door de Dai-Ichi Kangyo Bank bankbiljetten waren de 10 sen, 20 sen, 50 sen, 1 yen, 5 yen en 10 yen. De sen-bankbiljetten waren verticaal en leken op de sen-bankbiljetten van de Japanse yen uit 1872 en de Japanse militaire yen van de late negentiende en vroege twintigste eeuw. De bankbiljetten werden betaald aan toonder in Japanse valuta bij elke lokale vestiging van de Dai-Ichi Kangyo Bank in Korea.
In 1902 werd de Bank van Korea (韓國銀行) opgericht te Seoel als de centrale bank van Japans Korea en begon met het drukken van moderne valuta. De bankbiljetten uitgegeven door de Bank van Korea dateren uit 1909 en werden in 1910 en 1911 op de markt gebracht. Nadat Korea door Japan was geannexeerd in 1910 werd de Bank van Korea naar de Bank van Joseon (Hanja: 朝鮮銀行, Koreaans: Joseon Eunhaeng, Japans: Chōsen Ginkō) hernoemd. De eerste serie bankbiljetten uitgegeven door de Bank van Joseon dateert uit 1911 en werd in 1914 op de markt gebracht. Bankbiljetten van 1 yen, 5 yen, 10 yen en 100 yen werden op reguliere basis uitgebracht terwijl kleinere bankbiljetten van 5 sen, 10 sen, 20 sen en 50 sen minder vaak werden gedrukt. Aan het einde van de Tweede Wereldoorlog werd een bankbiljet van 1000 yen gedrukt maar deze is nooit uitgegeven. De eerdere bankbiljetten droegen de zin "wordt betaald aan toonder in goud of Nippon Ginkō bankbiljetten" in het Koreaans en een overeenkomstige zin werd later ook in het Japans aan nieuwere bankbiljetten toegevoegd.